# Dockapps
Os Dockapps são miniaplicativos que, ao invés de se comportarem em uma janela normal de software, se comportam como ícones de tamanho 64x64. Apesar disto, sua interface pode ser altamente interativa, igual a um software. Fazem parte de uma parte da interface do usuário normalmente chamada de Dock e estão presentes em gerenciadores de janelas baseados no visual e conceitos do sistema operacional NeXTStep, como o GNUStep, AfterStep e Window Maker.